# Geostrategie
Geostrategie is een onderdiscipline van geopolitiek en is een vorm van buitenlands beleid die in de eerste plaats wordt geleid door geografische factoren, aangezien deze de politieke en militaire planning kunnen informeren, beperken of beïnvloeden. Net als bij alle vormen van strategie richt geostrategie zich op het verbinden van middelen met doelen, in dit geval de natuurlijke hulpbronnen van een land met geopolitieke doelen, hetzij lokaal, regionaal of mondiaal. Volgens Gray en Sloan is geografie "de moeder van strategie."
Geostrategen, in tegenstelling tot geopolitici, behartigen hierbij een actieve strategie en bezien de geopolitiek vanuit een nationalistisch standpunt.
Net als met alle politieke theorieën het geval is, zijn ook geostrategieën alleen relevant voor de context waarin ze werden uitgedacht: de nationaliteit van de strateeg, de kracht van de hulpbronnen van zijn of haar land, het kader van de doelen van hun land, de politieke geografie van de tijdsperiode en de technologische factoren die militaire, politieke, economische en culturele participatie beïnvloedden. Geostrategie kan normatief functioneren, waarbij buitenlands beleid gebaseerd op geografische factoren wordt aanbevolen; analyserend, waarbij wordt beschreven hoe buitenlands beleid door geografie wordt vormgegeven; of voorspellend, waarbij het toekomstige buitenlands beleid van een land wordt voorspeld op basis van geografische factoren.
Veel geostrategen zijn tevens geografen die zich gespecialiseerd hebben in bepaalde deelgebieden, zoals economische geografie, culturele geografie, militaire geografie, politieke geografie of strategische geografie, waarbij geostrategie het meest verwant is aan de laatste.
Met name sinds de Tweede Wereldoorlog wordt geostrategie door onderzoekers onderverdeeld in twee scholen; de Duitse organische staatstheorie en de bredere Brits-Amerikaanse geostrategieën.

## Definitie
De wetenschappers, theoretici en praktijkdeskundigen van de geopolitiek zijn nog niet tot een eenduidige definitie van geopolitiek gekomen. De meeste definities omvatten echter het versmelten van algemene strategische overwegingen met gegeven geopolitieke factoren. Waar de geopolitiek zich op neutrale wijze richt op de verschillende geografische en politieke factoren en hoe deze samenwerken in verschillende gebieden in de wereld, wijdt de geostrategie zich aan de mogelijkheden om nationale doelen in praktijk te brengen of politiek en militair gewicht in stand te houden en te vergroten.

## Kritiek
Critici noemen geostrategie een 'pseudowetenschappelijke glans' die wordt gebruikt door dominante naties om imperialistische of hegemonieuze ambities te rechtvaardigen, dat het een irrelevante discipline is geworden als gevolg van technologische vooruitgangen of dat haar essentialistische focus op geografie geografen doet leiden tot verkeerde conclusies over het voeren van buitenlands beleid.